# Waalseweg (Tull en 't Waal)
De Waalseweg is een weg in de Nederlandse plaats Tull en 't Waal (gemeente Houten). De Waalseweg loopt vanaf de Lange Uitweg tot aan de Achterweg waar hij in overgaat. Er bevinden zich een aantal monumentale boerderijen en panden alsook een rijksmonumentale kerk van de Hervormde Gemeente aan de Waalseweg. In 1886 werd aan de Waalseweg de Michaëlschool geopend. Ook is er het natuurgebied "Waalse Bos".
Zijstraten die op de Waalseweg uitkomen zijn de Blasenburgseweg, Strijpweg, Kerkebogerd en het Elpad. Parallel aan de Waalseweg ligt de Waalse Wetering. De Waalseweg kruist ook het Inundatiekanaal, deze weg is ongeveer 3,4 km lang.

## Geschiedenis
Langs de Waalseweg bevindt zich onder andere het fort "Werk aan de Waalse Wetering", deze is tussen 1875 en 1878 gebouwd. Dit fort wordt beheerd door Staatsbosbeheer en is vrij toegankelijk voor publiek. Vanaf het fort kan men de wijde omgeving bekijken.

## Waterzuivering
- Aan de Waalseweg is in 2013 een waterzuiveringsstation van Vitens geopend voor de drinkwatervoorziening van Nieuwegein.[5]

## Fotogalerij

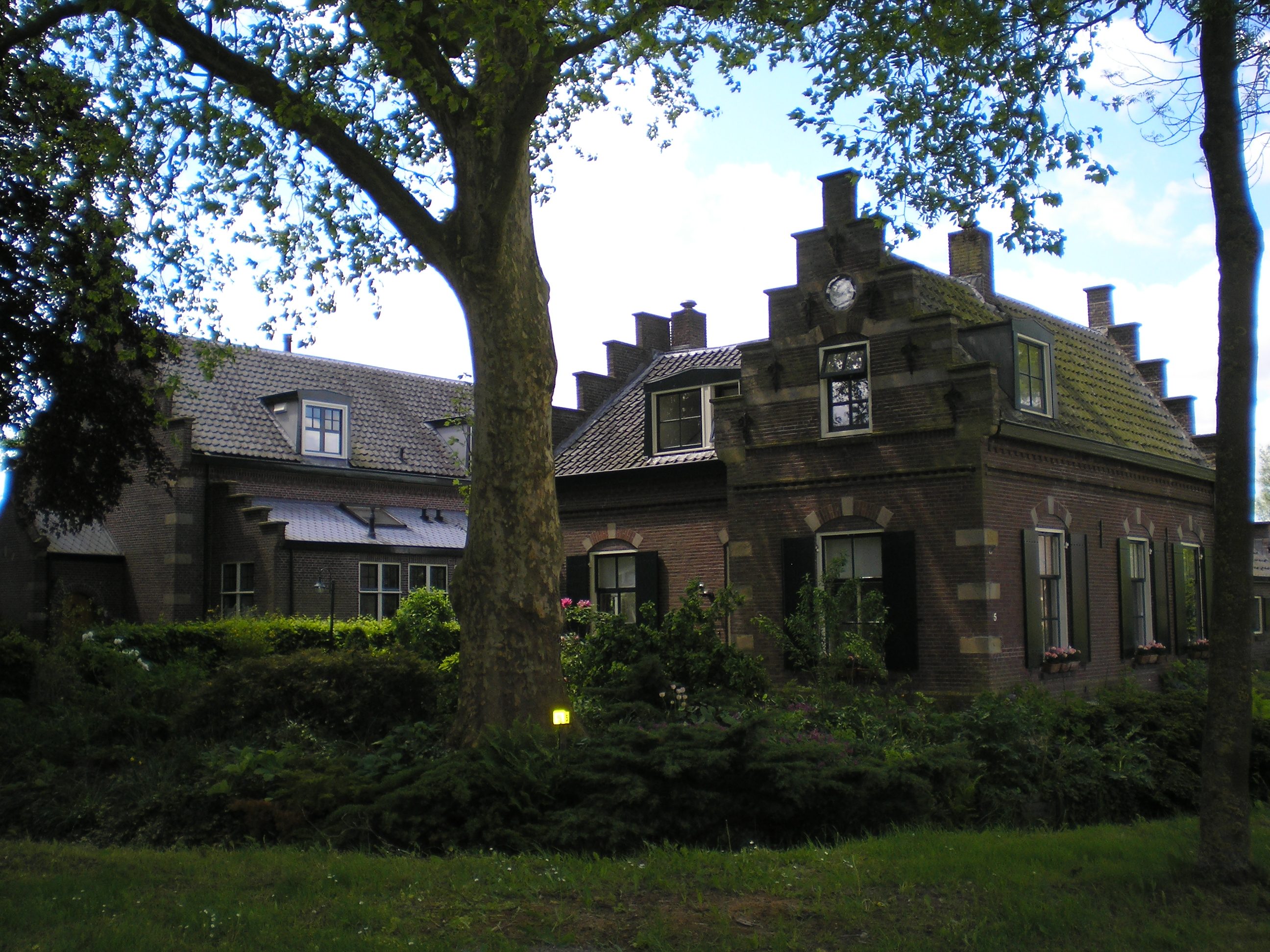
Michaëlschool, Waalseweg 3 (gemeentelijk monument)
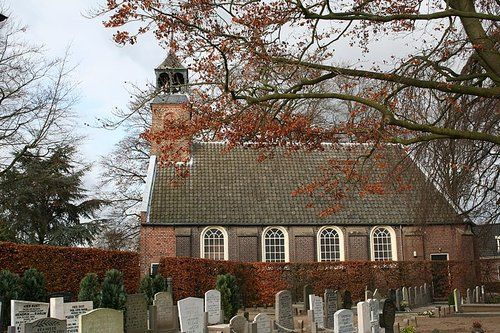
Hervormde Kerk aan de Waalseweg 71 (rijksmonument)
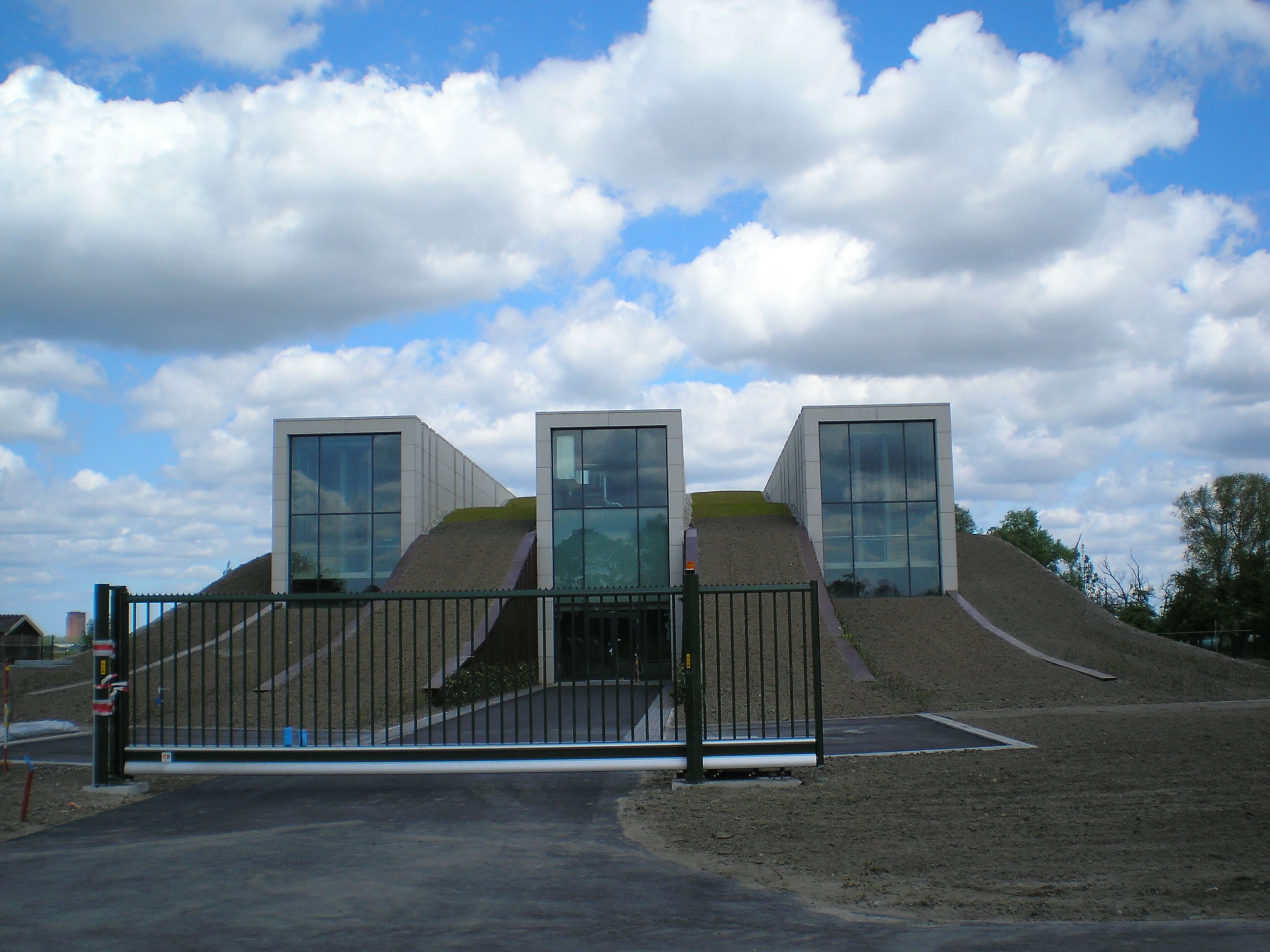
Waterzuiveringsstation van Vitens aan de Waalseweg, met links op de achtergrond hotel Van der Valk in Houten
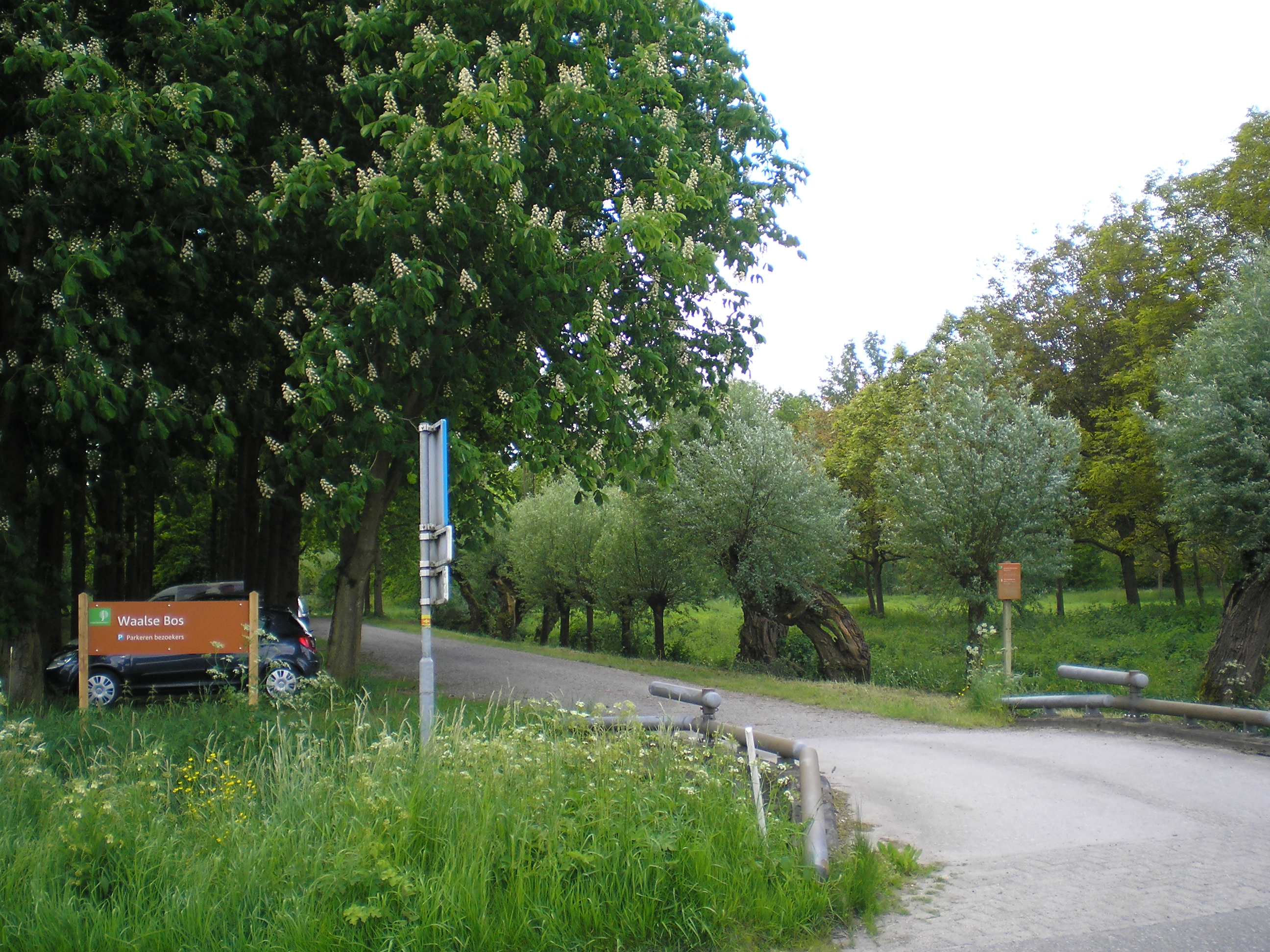
Recreatiegebied het "Waalse Bos" aan de Waalseweg
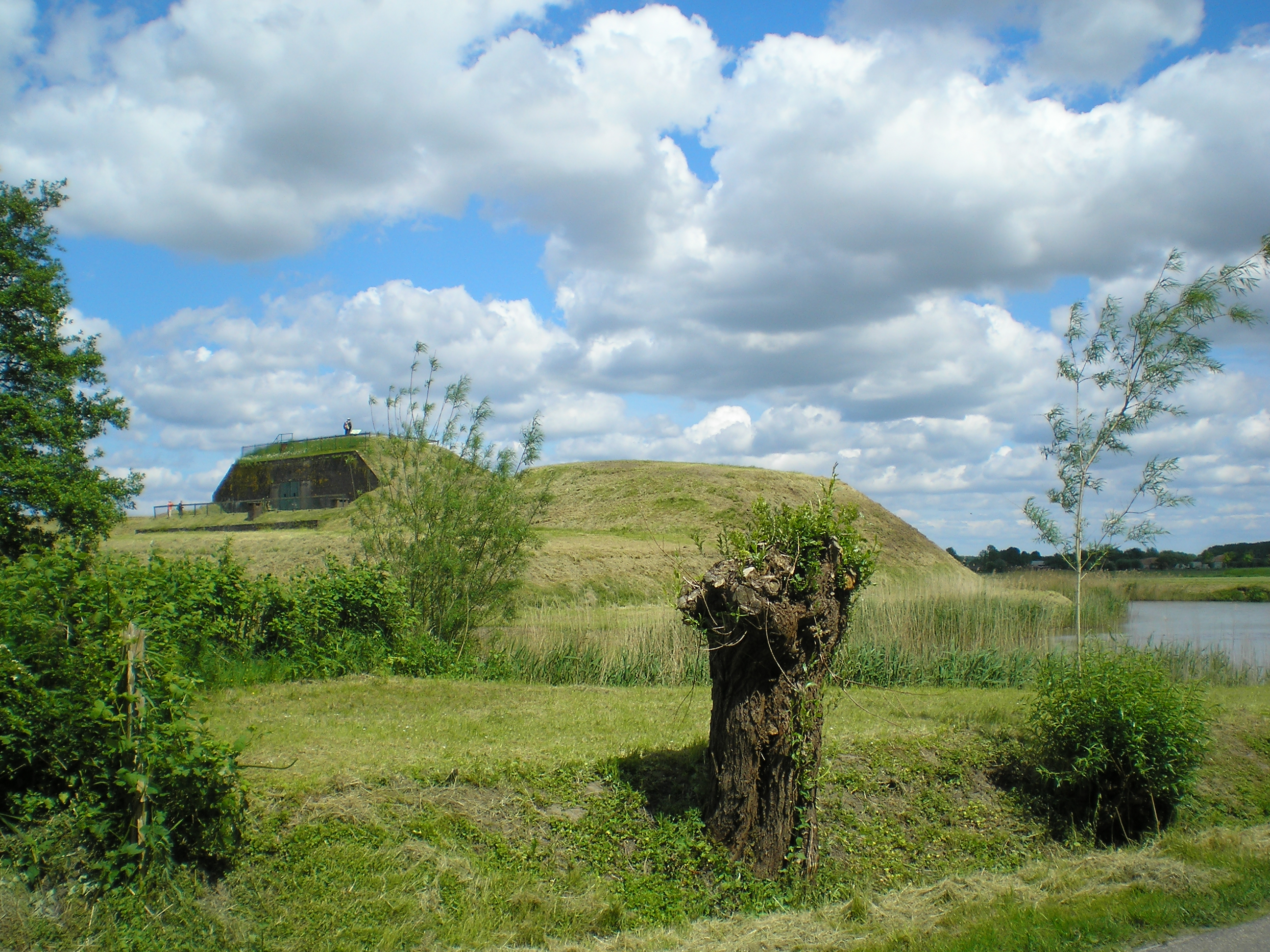
Fort "Werk aan de Waalse Wetering" aan de Waalseweg
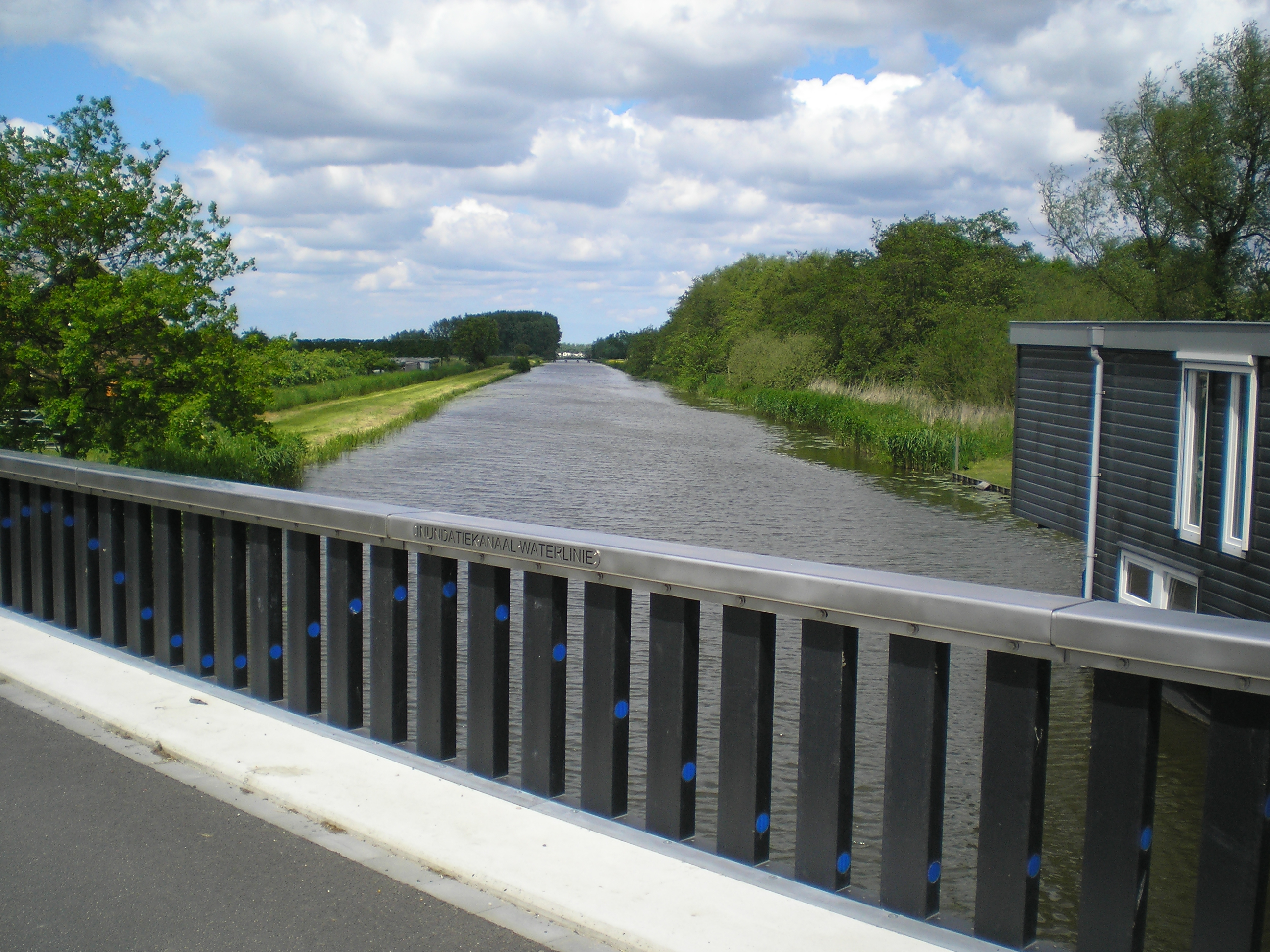
Inundatiekanaal aan de Waalseweg